# 남기헌
남기헌(南基憲, 1977년 8월 1일 ~ )은 전 KBO 리그 야구 선수의 외야수이다.

## 출신학교
- 수영초등학교
- 부산중학교
- 부산고등학교
- 고려대학교

## 등번호
- 27번 (2000~2001) (삼성 라이온즈)